# Thin Lizzy (album)
Thin Lizzy címmel jelent meg az ír Thin Lizzy hard rock zenekar debütáló nagylemeze 1971. április 30-án. A lemezt a Decca Records adta ki, az amerikai és a kanadai terjesztést pedig a London Records végezte. A lemez zenei anyaga nagymértékben különbözik a későbbi, ismertebb albumaik stílusától, ugyanis ezen a lemezen a blues-rock mellett a folk-rock és némi pszichedelikus rock hatás érhető tetten, szemben a későbbi albumok direktebb hard rock stílusával. A korong megjelenését egy 4 számos EP kiadása követte, melynek dalai a debütáló album későbbi újrakiadásaira is felkerültek. Az EP New Day címmel, 1971. augusztus 20-án jelent meg.

## Háttér, fogadtatás
Az együttes első hanghordozója 1970 nyarán jelent meg, amelyen két dal volt hallható, és csak Írország-ban lehetett kapni. Az anyag mindössze 283 példányban kelt el, majd az ekkor még négytagú formáció hamarosan trióvá fogyatkozott. 1971-ben szerződtette őket a Decca Records, majd Londonba utaztak, hogy rögzítsék első albumukat. A Scott English producerkedésével készült albumot 5 nap alatt vették fel a kiadó stúdiójában, majd 1971 április 30-án jelentették meg.
Zenei hatásaik közül a Faces, Jimi Hendrix és a Cream volt a leghangsúlyosabb, így a dalokban a blues-rock mellett pszichedelikus hatások is felbukkantak. Emellett már ekkor jelen volt az együttes zenéjében a később is meghatározó kelta dallamvilág.
Megjelenésekor az album nem keltett különösebb figyelmet, a kritikusok nagyrészt negatívan cikkeztek róla. A rajongók körében általános vélekedés, hogy a lemezen hallható dalok színvonala jócskán elmarad a későbbi albumokon hallható szerzeményekétől. Az albumon hallható dalok nagy részét az AllMusic kritikusa Eduardo Rivadavia laposnak, zavarosnak és befejezetlennek minősítette, hozzátéve, hogy Eric Bell korántsem olyan karizmatikus gitáros, mint Jimi Hendrix vagy Eric Clapton. Meglátása szerint az album meglepően lágy, és messze nem képviseli azt a színvonalat, ami az 1970-es évek közepén jellemezte az együttest, még ha Lynott költői dalszövegei már ekkor is figyelmet érdemeltek.
A Sputnikmusik 3 pontot adott rá a lehetséges ötből, hozzátéve, hogy az album meglepetésként érheti azt, aki a későbbi hard rock-os hangvételű albumok után ismerkedik meg a debüttel. A szerző kifejtette, hogy az album kellemes hallgatnivaló lehet a késő esti órákban, hozzátéve, hogy a zenekart jellemző határozatlanság és stíluskavalkád néhány esetben jól működik, mint például a meglepően progresszív Diddy Levine esetében is. Ebben az írásban is kitért a szerző Eric Bell hiányosságaira, magát az albumot pedig az "érdekes" jelzővel illette. Martin Popoff kanadai újságíró dicsérte az album kísérletezős hozzáállását, hozzátéve, hogy az album néhány meglepően jó dalt is tartalmaz.
Az album dalait olyan befolyásos műsorvezetők játszották, mint John Peel és Kid Jensen, ennek ellenére a lemez gyenge eladásokat produkált és nem került fel az angol lemezeladási listákra sem. A megjelenést koncertezés követte, főleg Írország-ban, azonban az együttes 1971 márciusától London-ba tette át a székhelyét az előrelépés reményében.
1971-ben jelent meg a a New Day című 4 számos EP, amely a debüthöz hasonlóan észrevétlen maradt, annak ellenére, hogy a Dublin című szerzemény megmutatta Lynott szerzői tehetségét. Az augusztus 20-án megjelenő anyag mind a 4 dala felkerült a debütáló album újbóli kiadására. A 2010-es újrakiadás további bónuszdalokat rejtett, közöttük azt a The Farmer című szerzeményt is, ami csak Írország-ban jelent meg 1970-ben egy kétszámos kislemez formájában.
A debütlemezen található Honesty Is No Excuse című dalt az amerikai Cass McCombs dolgozta fel a 2013-as Big Wheel and Others albumán.

## Számlista
Az összes szám szerzője Phil Lynott, kivéve ahol jelölve van.. 
| 1. | The Friendly Ranger at Clontarf Castle (Eric Bell, Lynott) | 3:01 |
| 2. | Honesty Is No Excuse                                       | 3:40 |
| 3. | Diddy Levine                                               | 7:04 |
| 4. | Ray-Gun (Bell)                                             | 3:05 |
| 5. | Look What the Wind Blew In                                 | 3:23 |

| 6.  | Eire                                              | 2:07 |
| 7.  | Return of the Farmer's Son (Brian Downey, Lynott) | 4:14 |
| 8.  | Clifton Grange Hotel                              | 2:26 |
| 9.  | Saga of the Ageing Orphan                         | 3:40 |
| 10. | Remembering                                       | 5:59 |

| New Day EP bónusz dalai | New Day EP bónusz dalai                             | New Day EP bónusz dalai | New Day EP bónusz dalai | New Day EP bónusz dalai | New Day EP bónusz dalai | New Day EP bónusz dalai | New Day EP bónusz dalai | New Day EP bónusz dalai | New Day EP bónusz dalai |
| #                       | Cím                                                 | Hossz                   |                         |                         |                         |                         |                         |                         |                         |
| ----------------------- | --------------------------------------------------- | ----------------------- | ----------------------- | ----------------------- | ----------------------- | ----------------------- | ----------------------- | ----------------------- | ----------------------- |
| 11.                     | Dublin                                              | 2:26                    |                         |                         |                         |                         |                         |                         |                         |
| 12.                     | Remembering, Pt. 2 (New Day) (Bell, Downey, Lynott) | 5:04                    |                         |                         |                         |                         |                         |                         |                         |
| 13.                     | Old Moon Madness                                    | 3:52                    |                         |                         |                         |                         |                         |                         |                         |
| 14.                     | Things Ain't Workin' Out Down at the Farm           | 4:29                    |                         |                         |                         |                         |                         |                         |                         |
| 54:30                   |                                                     |                         |                         |                         |                         |                         |                         |                         |                         |

### Remaszterizált és bővített újrakiadás
A 2010. október 11-én megjelent kiadás bónusz dalai:
| 11.   | The Farmer                                                              | 3:40 |
| 12.   | Dublin                                                                  | 2:30 |
| 13.   | Remembering Pt. 2 (New Day)                                             | 5:08 |
| 14.   | Old Moon Madness                                                        | 3:56 |
| 15.   | Things Ain't Working Out Down at the Farm                               | 4:32 |
| 16.   | Look What the Wind Blew In (1977-es újrakevert változat)                | 3:22 |
| 17.   | Honesty Is No Excuse (1977-es újrakevert változat)                      | 2:46 |
| 18.   | Dublin (1977-es újrakevert változat)                                    | 2:32 |
| 19.   | Things Ain't Working Out Down at the Farm (1977-es újrakevert változat) | 3:58 |
| 71:03 |                                                                         |      |

## Közreműködők
Thin Lizzy
- Phil Lynott – ének, basszusgitár, akusztikus gitár
- Eric Bell – szólógitár, 12 húros akusztikus gitár
- Brian Downey – dob, ütőhangszerek

Vendégzenészek
- Ivor Raymonde – mellotron a Honesty Is No Excuse c. dalban.
- Eric Wrixon – billentyűs hangszerek a The Farmer c. dalban.
- Gary Moore – gitár és  billentyűs hangszerek a 16-19 dalokban.
- Midge Ure – háttérvokál és gitár a 16-19 dalokban.

Produkció
- Scott English – producer
- Peter Rynston – hangmérnök